# Katit Indian Reserve 1
Katit Indian Reserve 1 (franska: Réserve indienne Katit 1) är ett reservat i Kanada.   Det ligger i Central Coast Regional District och provinsen British Columbia, i den sydvästra delen av landet, 3 800 km väster om huvudstaden Ottawa.
I omgivningarna runt Katit Indian Reserve 1 växer i huvudsak barrskog. Trakten runt Katit Indian Reserve 1 är nära nog obefolkad, med mindre än två invånare per kvadratkilometer.